# Субпрефектура Капела-ду-Сокорру
Субпрефектура Капела-ду-Сокорру (порт. Subprefeitura da Capela do Socorro) — одна из 31 субпрефектур города Сан-Паулу, находится в южной части города. Общая площадь 134,2 км². Численность населения — 684 757 жителя.
В составе субпрефектуры Капела-ду-Сокорру 3 округа:
- Сокорру (Socorro)
- Сидади-Дутра (Cidade Dutra)
- Гражау (Grajaú)